# Новоолександрівська сільська рада (Баштанський район)
Новоолекса́ндрівська сільська́ ра́да — адміністративно-територіальна одиниця та орган місцевого самоврядування в Баштанському районі Миколаївської області. Адміністративний центр — село Новоолександрівка.

## Загальні відомості
Новоолександрівська сільська рада утворена 21 жовтня 1985 року.
- Населення ради: 961 особа (станом на 2001 рік)

## Населені пункти
Сільській раді підпорядковані населені пункти:
- с. Новоолександрівка

## Склад ради
Рада складається з 14 депутатів та голови.
- Голова ради: Капля Валерій Михайлович
- Секретар ради: Семченко Олена Миколаївна

### Керівний склад попередніх скликань
| Прізвище, ім'я, по батькові | Основні відомості                                                         | Дата обрання | Дата звільнення |
| --------------------------- | ------------------------------------------------------------------------- | ------------ | --------------- |
| Капля Валерій Михайлович    | Сільський голова, 1956 року народження, освіта вища, член Партії регіонів | 26.03.2006   | 31.10.2010      |
| Капля Валерій Михайлович    | Сільський голова, 1956 року народження, освіта вища, член Партії регіонів | 31.10.2010   |                 |

Примітка: таблиця складена за даними сайту Верховної Ради України

### Депутати
За результатами місцевих виборів 2010 року депутатами ради стали:

#### За суб'єктами висування
| Суб'єкт висування            | Кількість обраних депутатів | %    |
| ---------------------------- | --------------------------- | ---- |
| Партія регіонів              | 10                          | 71,4 |
| Самовисування                | 2                           | 14,3 |
| Комуністична партія України  | 1                           | 7,1  |
| Соціалістична партія України | 1                           | 7,1  |

#### За округами
| № округу                     | Прізвище, ім'я, по батькові    | Дата визнання обраним | Освіта             | Партійна приналежність                | Відомості про обраного депутата                          |
| ---------------------------- | ------------------------------ | --------------------- | ------------------ | ------------------------------------- | -------------------------------------------------------- |
| Комуністична партія України  |                                |                       |                    |                                       |                                                          |
| 9                            | Гапоненко Надія Костянтинівна  | 29.08.2011            | вища               | член Комуністичної партії України     | пенсіонерка                                              |
| Партія регіонів              |                                |                       |                    |                                       |                                                          |
| 1                            | Балбекіна Ярослава Михайлівна  | 04.11.2010            | вища               | член Партії регіонів                  | пенсіонер                                                |
| 2                            | Дичаківська Людмила Михайлівна | 04.11.2010            | середня спеціальна | член Партії регіонів                  | тимчасово не працює                                      |
| 5                            | Лісова Галина Василівна        | 04.11.2010            | вища               | член Партії регіонів                  | приватний підприємець                                    |
| 6                            | Родащук Оксана Анатоліївна     | 04.11.2010            | вища               | член Партії регіонів                  | Новоолександрівський сільський центр УПСЗН, завідувачка  |
| 8                            | Саваріна Зофія Іванівна        | 04.11.2010            | вища               | член Партії регіонів                  | пенсіонер                                                |
| 10                           | Грідіна Валентина Григорівна   | 04.11.2010            | вища               | член Партії регіонів                  | пенсіонер                                                |
| 11                           | Семченко Олена Миколаївна      | 04.11.2010            | вища               | член Партії регіонів                  | тимчасово не працює                                      |
| 12                           | Крилов Володимир Анатолійович  | 04.11.2010            | вища               | член Партії регіонів                  | тимчасово не працює                                      |
| 13                           | Бєлікова Людмила Йосипівна     | 04.11.2010            | середня спеціальна | член Партії регіонів                  | Новоолександрівський будинок культури, директор          |
| 14                           | Іляшевич Віктор Йосипович      | 04.11.2010            | середня            | член Партії регіонів                  | Новоолександрівський будинок культури, художній керівник |
| Соціалістична партія України |                                |                       |                    |                                       |                                                          |
| 7                            | Тарасенко Жанна Володимирівна  | 04.11.2010            | середня спеціальна | член Соціалістичної партії України    | Новоолександрівська загальноосвітня школа, вчитель       |
| Самовисування                |                                |                       |                    |                                       |                                                          |
| 3                            | Курчик Микола Мефодійович      | 04.11.2010            | вища               | член Політичної партії «Наша Україна» | тимчасово не працює                                      |
| 4                            | Смолянець Тетяна Йосипівна     | 04.11.2010            | середня спеціальна | позапартійна                          | Новоолександрівська сільська рада, землевпорядник        |

## Населення
Згідно з переписом УРСР 1989 року чисельність наявного населення села становила 937 осіб, з яких 428 чоловіків та 509 жінок.
За переписом населення України 2001 року в селі мешкали 953 особи.

### Мова
Розподіл населення за рідною мовою за даними перепису 2001 року:
| Мова       | Відсоток |
| ---------- | -------- |
| українська | 91,99 %  |
| російська  | 6,24 %   |
| молдовська | 1,35 %   |
| білоруська | 0,10 %   |
| інші       | 0,32 %   |